# Ambachtsmuseum van Luostarinmäki
Het Ambachtsmuseum van Luostarinmäki (Zweeds: Klosterbacken) is een openluchtmuseum in de Finse stad Turku.

## Geschiedenis
Het museum omvat originele 18e- en begin-19e-eeuwse gebouwen op hun oorspronkelijke locatie. Luostarinmäki was vroeger vanwege zijn afgelegen locatie een van de goedkoopste buurten van de stad, waardoor zich daar veel arme ambachtslieden vestigden. In 1827 woedde er een grote brand in Turku, waardoor het grootste deel van de stad vernietigd werd en Luostarinmäki als een van de enige gebieden gespaard bleef. De jaren erna werden veel gebouwen in verband met de brandveiligheid gesloopt en trokken veel mensen weg uit het gebied. Uiteindelijk kocht de gemeente de overgebleven huizen op vanwege hun historisch belang en opende het op 29 juni 1940 als museum.